# Imbolc

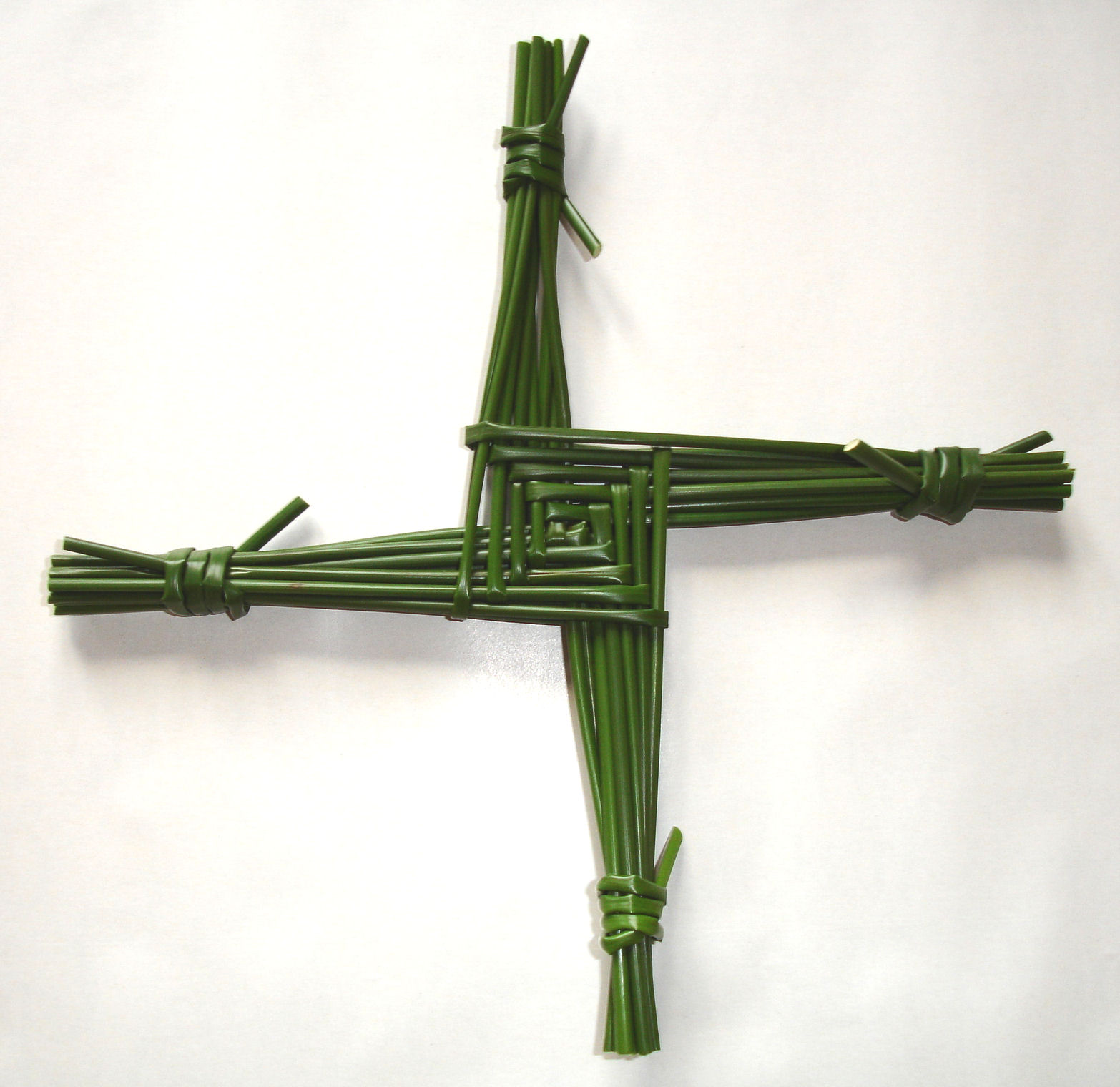
Brigitin kříž ze sítiny

Imbolc, Imbolg je gaelský svátek spojený se svátkem svaté Brigity, jež je slaven 1. února a následován Hromnicemi. Je chápán jako první den jara a spojen s laktací a bahněním ovcí, kterým se v této době rodí jehňata. Společně s Beltainem, Lughnasadem a Samhainem náleží mezi nejdůležitější gaelské svátky.
Imbolc je také slaven v některých novopohanských náboženství – ve Wicce, neodruidismu a keltském rekonstrukcionismu. Ve Wicce je chápán jako svátek světla a ohně spojený s Pannou – prvním z aspektů Trojné bohyně.

## Zvyky
S Imbolcem je spojeno pozorování různých znamení z nichž je odhadováno zda již jaro dorazilo: kvetení rostlin, například trnky, nebo aktivity zvířat, především hadů a ježků opouštějících své zimní úkryty. Podle podání z ostrova Man v tento den Caillagh ny Groamagh „chmurná stařena“ sbírá dřevo na oheň – pokud je počasí vlídné tak je úspěšná a prodlouží zimu, pokud nikoliv tak nenasbírá dostatek otopu a nechá přijít jaro.
Podle lidového podání navštěvuje svatá Brigita v tento den domácnosti a žehná lidem a dobytku, proto je do domu symbolicky zvána a někdy je jí připravována i postel s drobnými obětinami a březovou větévkou, kterou má světice oživit jarní přírodu. Taktéž jsou vytvářeny její panenky zvané brídeóg, nebo také biddy, vyrobené ze slámy a oděné do šatů. Ve Skotsku byla panenka ozdobena krystalem či světlou mušlí – takzvanou reul-iuil Bríde „hvězdou přicházející Brigity“. S panenkou se také koledovalo – takové obchůzky se účastnily především neprovdané dívky oděné do bílé. Dále byl pleten „Brigitin kříž“ ze sítiny či slámy jež měl chránit před špatným počasím.
Imbolc byl také spojen s hodováním, připravován je například bramborový pokrm colcannon či sladký chléb barmbrack. Mezi další zvyky patřil rituál první orby, úklid domácností a kováren, zapalování ohňů a svící na ochranu před zlými silami nebo návštěvy u posvátných studánek.

## Hypotézy
Cormacův glosář z 10. století odvozuje název svátku z výrazu oi-melge „ovčí mléko“, může se však jednat o lidovou etymologii. Jiná etymologie jej spojuje se staroirským i mbolc „v břiše“, jež má taktéž odkazovat na graviditu ovcí. 
Keltista James McKillop spojuje tento svátek s kultem bohyně Brigid, po christianizaci nahrazené svatou Brigitou, jež byla patronkou ovcí, pastevectví a plodnosti. Archeolog Vladimír Podborský srovnává tento svátek s římskými Luperkáliemi, jež byly slaveny 15. února, a byly zasvěceny Lupercovi, ochránci stád.